# Hanna Mischtschenko
Hanna Walerijiwna Mischtschenko (ukrainisch Ганна Валеріївна Міщенко, englisch Anna Mishchenko; * 25. August 1983 in Sumy, Ukrainische SSR, Sowjetunion) ist eine ukrainische Mittelstreckenläuferin, die sich auf die 1500-Meter-Distanz spezialisiert hat.

## Sportliche Laufbahn
Erste internationale Erfahrungen sammelte Hanna Mischtschenko im Jahr 2008, als sie an den Olympischen Spielen in Peking teilnahm und dort auf Anhieb das Finale erreichte und dort mit 4:05,13 min den neunten Platz belegte. Im Jahr darauf erreichte sie bei den Weltmeisterschaften in Berlin das Halbfinale über 1500 Meter und schied dort mit 4:11,02 min aus. 2010 wurde sie bei den Europameisterschaften in Barcelona in 4:07,22 min Neunte und 2011 siegte sie bei der Sommer-Universiade in Shenzhen in 4:05,91 min, ehe sie bei den Weltmeisterschaften in Daegu mit 4:09,78 min im Halbfinale ausschied. 2012 startete sie bei den Europameisterschaften in Helsinki sowie erneut bei den Olympischen Spielen in London, wurde anschließend im Jahr 2017 aber rückwirkend wegen Unregelmäßigkeiten in ihrem biologischen Blutpass gesperrt und ihre Resultate von 2012 bis 2015 gestrichen. Darunter fielen auch die Europameisterschaften in Zürich.
Nach Ablauf ihrer Sperre im Jahr 2018 gewann sie im Folgejahr bei den Balkan-Meisterschaften in Prawez mit 4:20,00 min die Bronzemedaille und 2021 belegte sie bei den Balkan-Meisterschaften in Smederevo in 4:21,02 min den vierten Platz. Bei den Crosslauf-Europameisterschaften im Dezember in Dublin belegte sie in 18:49 min den neunten Platz mit der ukrainischen Mixed-Staffel.
In den Jahren 2010 und 2019 wurde Mischtschenko ukrainische Meisterin im 1500-Meter-Lauf im Freien und 2017 siegte sie über 1500 Meter sowie im 3000-Meter-Lauf.

## Persönliche Bestzeiten
- 800 Meter: 2:00,92 min, 28. Mai 2012 in Jalta
  - 800 Meter (Halle): 2:13,78 min, 15. Februar 2011 in Sumy
- 1500 Meter: 4:01,73 min, 16. September 2011 in Brüssel
  - 1500 Meter (Halle): 4:13,90 min, 18. Februar 2009 in Sumy
- Meile: 5:18,00 min, 26. September 2021 in Czernowitz
- 3000 Meter: 9:17,99 min, 20. Mai 2007 in Kiew
  - 3000 Meter (Halle): 9:11,09 min, 17. Februar 2011 in Sumy
- 5000 Meter: 16:47,14 min, 20. Juni 2021 in Luzk